# Norðoyatunnilin
El Norðoyatunnilin es con 6300 m el túnel más largo de las Islas Feroe una dependencia de Dinamarca. Conecta la ciudad de Leirvik en Eysturoy bajo el estrecho de Leirvíksfjørður con la ciudad de Klaksvík en Borðoy.

## Descripción
El Norðoyatunnilin es un túnel de carretera con dos carriles y se terminó en abril de 2006. La inauguración oficial fue el 19 de abril del mismo año.
Los planes específicos de un túnel para conectar la isla de Eysturoy y la isla de Borðoy no son totalmente nuevos . En 1988 Landsverkfrøðingurin (ingeniería nacional) llevó a cabo una serie de investigaciones sísmicas en Leirvíksfjørður (el estrecho entre las dos islas). Un año antes, un ingeniero había elaborado un plan general que muestra los sitios alternativos para la construcción de túneles. Otras investigaciones realizadas en 1988 confirmaron que los planes de túneles fueron considerados para ser económicamente viable. Quince años después de los primeros estudios, se comenzó a trabajar en la perforación del túnel entre Eysturoy y Borðoy. El túnel es de 6,3 km de largo y desciende a una profundidad de 150 metros bajo el nivel del mar. La pendiente máxima es del 6 por ciento.